# Rocchetta di Piazza
La Rocchetta di Piazza è una fortificazione risalente al 1466 a difesa della Rocca Malatestiana di Cesena e costituita da una torre, progettata dall'architetto Matteo Nuti, e da una cortina muraria sovrastata dalla Loggetta Veneziana.

## Storia

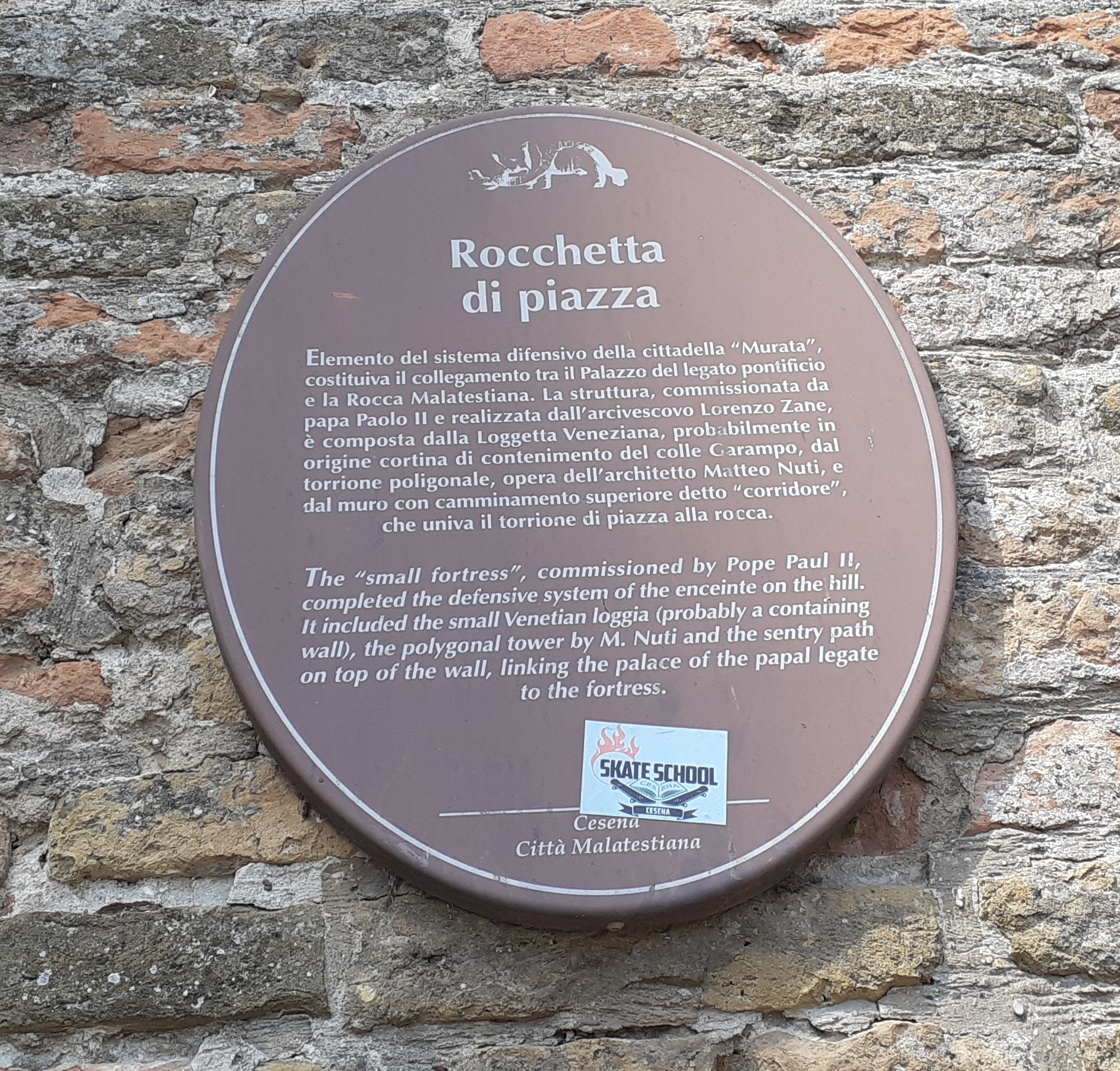
targa con la storia della costruzione

Al tempo dei Malatesta, un preesistente palazzo (denominato "Palazzo Antico") costituiva un unico edificio col Palazzo del Governatore (oggi "Palazzo Comunale") e andava a formare la residenza della Signoria.  Nel 1466, per volontà di Papa Paolo II e del suo governatore, fu completato l'edificio nelle fattezze definitive.
Alla preesistente Rocca Malatestiana, una fortezza militare a difesa della città risalente al 1380, venne quindi aggiunta nel 1466 quella che divenne nota come "Rocchetta di Piazza", costituita da una cortina muraria in laterizio alla cui sommità venne eretta la Loggetta Veneziana e, nel lato destro, un'alta torre a base poligonale e, alla sommità, a sezione ottagonale, dalla quale si diparte il "Corridore di Ronda" che la collega alla soprastante rocca.
Sulla parete nel 1976 venne inserita una targa riportante l'iscrizione che ricorda la citazione che Dante fece di Cesena nel canto XXVII dell'Inferno; è anche presente lo stemma di Lorenzo Zane, governatore pontificio all'epoca della costruzione.
```

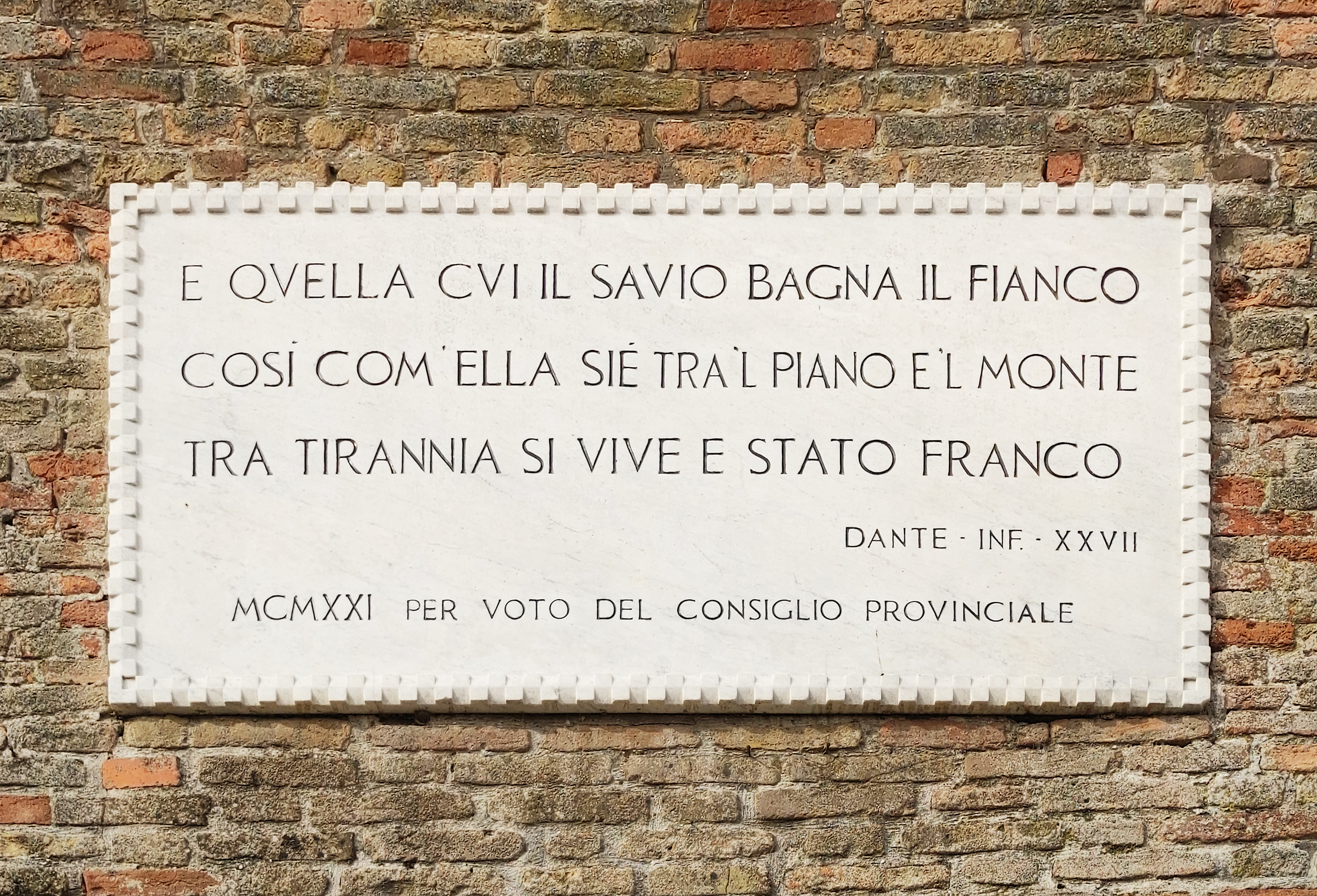
La terzina della Divina Commedia dedicata a Cesena, così come compare sulle mura della Rocchetta di Piazza.

E quella cui il Savio bagna il fianco,

così com'ella siè tra 'l piano e 'l monte,

tra tirannia si vive e stato franco.

(Inferno XXVII 52-54).
```

## Descrizione
Si tratta di una cortina in laterizio, alta oltre 20 metri, con camminamento (Loggetta Veneziana) e torrione di piazza di forma poligonale che venne edificato dall'architetto Matteo Nuti in collaborazione con Angelo Bucci di Cesena; su di esso è presente lo stemma di Lorenzo Zane e un'iscrizione che ricorda il campione di pallone col bracciale Gaetano Familume.